# Música de la República Dominicana
La música de la República Dominicana se refiere a las manifestaciones musicales populares, tradicionales o folclóricas de la República Dominicana  orientadas a la descripción de los dominicanos y dominicanas, sus propios estilos bien definidos, así como una clara influencia externa y en 
primer lugar, de la música española, africana y en menor medida elementos musicales indígenas, en los aspectos rítmicos, tonales y armónicos.

## Música folclórica de la República Dominicana
El carabiné es un ritmo folclórico de La Española. De fuerte influencia negroide, está considerado como un ritmo antepasado del merengue y el konpa. El carabiné, en la parte oriental de la isla, se interpretaba con tambora, pandero y acordeón, al igual que la mangulina y el pambiche.
La mangulina es un baile muy movido a un ritmo popular del merengue, o más bien tradicional del Perico Ripiao, y el que más gustaba de República Dominicana en la década de los 80, puesto que en él tenían la oportunidad de abrazar y apretar sensualmente a su pareja, al ritmo de la música.

## Merengue
El merengue es un estilo musical y de baile originado en la República Dominicana a finales del siglo XIX. En sus orígenes, el merengue es interpretado con guitarras. Años más tarde, las guitarras fueron también sustituidas por el acordeón conformándose, junto con la güira y la tambora, la estructura instrumental del conjunto de merengue típico. Este conjunto,esta con sus tres instrumentos, representa la síntesis de las tres culturas que conformaron la idiosincrasia de la cultura dominicana. La influencia europea viene a estar representada por el acordeón, la africana por la tambora (tambor de dos parches), y la taína o aborigen por la güira.

## El Pambiche
El pambiche proviene de el americanismo que era como los soldados americanos (en la primera ocupación americana 1916) llamaban a los que tocaban dicho ritmo, ya que esto, con regularidad, vestían  camisas con estampados de palmas y playas, en las zonas costeras del sur y este del país. El pambiche es un tipo de merengue, pero no del todo, aunque es cierto que para tocar ambos estilos musicales se usan los mismos instrumentos, a la hora de tocar el pambiche algunos instrumentos toman otro ritmo, por decirlo así, como es el caso de la tambora, guitarra, acordeón y el conjunto en sí la música pambiche. Cuando se habla de pambiche en cualquier rincón de República Dominicana, estamos haciendo referencia a una variedad del merengue típico, el cual nadie se resiste a bailarlo por lo contagioso que es su ritmo, ya que les da mucha facilidad a los bailadores, por su característica de baile tumbao o agachado y lento.

## Atabales o palos
```
Es cuando El palo es la música que utiliza tambores largos (palos), idiófonos y canto. Con raíces en la región del 
Congo
, en África Central, esta música comparte el panteón de deidades de otras tradiciones musicales afroamericanas como la de Cuba, Brasil y Haití.
```

Los atabales o palos, que son los instrumentos primarios de la música de palos, son instrumentos folklóricos de origen africano. Los palos son tambores que se usan en grupos de dos o tres, tienen diferentes tamaños y reciben nombres diferentes: al tambor grande se le conoce como Palo mayor, al segundo más ancho, se le llama Alcaguete o palo menor dependiendo de la región del país, y al más pequeño se le conoce como La Chivita en algunas regiones. Una vez más es necesario decir que estos nombres y el número de palos usados depende en la región en que uno se encuentre. En el grupo de tres (usualmente en la región Este y Cibao Oriental), hay un palo mayor y dos alcahuetes, uno con una anchura un poco más grande del otro. En el grupo de dos (en las regiones centro-sur y suroeste), hay un palo mayor, y un alcahuete. Todos los palos tienen un cuerpo de madera cilíndrica obtenido del tronco escarbado de árboles regionales, con un solo parche de piel. También se conocen en los últimos años versiones construidas con gruesos tubos de PVC. La piel es de un chivo o vaca según el área y fijado con clavos a un anillo de madera. El anillo puede estar fijado a el palo ahuecado por clavos o por cuerda atada a clavijas. Para estar en melodía, son templado primero, luego se tensan o afinan exponiendolos al calor de fuego (puede ser del Bukán u hoguera ceremonial del vudú) o incluso por bombillas calientes. Los palos son tocados con dos manos mientras es sostenido entre las piernas y amarrado por la cintura con una soga.
La música de palos se toca con dos o tres palos o atabales que son acompañados de güiras profesionales o guayos artesanales, y, en ciertos casos, de maracas y panderos. También hay un palero en el grupo que canta versos de una canción mientras toca su palo, a la vez, aunque es muy frecuente que la cantadora o cantador solo se dedique a cantar sus versos mientras los demás paleros y el público cantan el coro de la canción. Esta práctica del canto de versos por un músico, seguido por un coro, enfatiza sus raíces africanas, ya que se hace una forma de llamado y respuesta que es muy particular de varios géneros musicales de diferentes regiones en África y de la diáspora africana. Algunas canciones son mayormente religiosas y se cantan al principio de los festivales, mientras que otras, las que se consideran de regocijo o entretenimiento, se dejan para tocar más tarde en el evento cuando aumenta lo secular. En las fiestas a los santos y otras ceremonias donde se toca la música de palos, las invocaciones de espíritus o de santos son muy comunes. Los palos se tocan con las manos y cada palo tiene un ritmo diferente. El ritmo, al igual que el número de palos usados, también depende de la región. Por ejemplo, en el noroeste, es común escuchar el "palo corrido", el cual es de tempo rápido; mientras que en la zona sur-central en la provincia de Peravia, se escucha una combinación de "palo abajo," un ritmo lúgubre en 3 por 4, con "palo arriba," más rápido y en 6 por 8 (la combinación asociada con los muertos).
El género musical de palos se encuentra asociado con las cofradías afro-dominicanas, las cuales estaban en un principio compuestas por hombres, pero con el tiempo, las mujeres empezaron a tomar roles importantes en las cofradías. Estas cofradías son locales y tienen un gran foco familiar. A pesar de que sean locales, usualmente se asimilan mucho en función y estructura a lo largo del país- el uso de los palos es imprescindible, al igual que sus actividades religiosas y rituales que mayormente son celebraciones en honor a su santo patrón.
Los palos o atabales son indispensables para todos los rituales de la religiosidad popular dominicana ya que estos representan la voz del santo patrón, de ahí se deriva que sean considerados como instrumentos “sagrados”. En el suroeste de República Dominicana son llamados “palos del Espíritu Santo” en honor a la cofradía enorme del Espíritu Santo de San Juan. Por esta razón tal como explica la Dra. Davis: “en algunos sectores del valle de San Juan los palos son bautizados en un acto considerado aún más importante y sagrado que el bautizo de un ser humano”.
Aparte de género musical, los palos es también una forma de baile. Es un baile semi-sagrado que toma lugar en festividades en honor a santos católicos, en velaciones, ofrecimientos de promesas, en novenas o aniversarios de un difunto, etc. El baile es de pareja pero usualmente van sueltos; el hombre persigue a la mujer mostrando su papel de conquistador aunque muchas veces es la mujer que dirige la secuencia de movimientos. Existen regiones en donde este baile se hace con mayor aproximación física entre las parejas, bailando abrazados. Sin embargo, se dice que este último ocurre como forma de regocijo o baile social, mientras que el baile de palos en el que las parejas van sueltas, es considerado como un baile de respeto. El baile es muy elegante debido a la postura que debe ser erecta y firme, con gran movimiento en los pies y un poco en los brazos. En el baile de palos, no hay movimientos de caderas. Aunque existan variaciones de acuerdo a la región, éstas son mínimas y tienden a ser sobre la intensidad de los pasos y la posición de brazos, ya que a lo largo del país, los pasos y estilo de este baile son bastante similares.

## Cantos de trabajo
En República Dominicana la canción de trabajo también puede llamarse plena, pero esta no guarda relación con la plena puertorriqueña.  
Davis las clasifica en:
Las que van de acuerdo al ritmo de la tarea que se realice: la plena de hacha (para cortar árboles), plena de majar (para majar, arroz, café y cacao), plena de hoyar (para cavar la tierra antes de sembrar). Las otras menos rítmicas o sin métrica específica, eran de mayor influencia hispánica, y eran utilizadas para pasar el tiempo o entretenerse mientras se trabaja. Normalmente eran canciones melismáticas y llevaban la estructura de llamado y respuesta. Es el caso de la décima utilizada en el Cibao y el noreste, con canciones como “paloma eh” y “ay paloma” (ver ejemplos)
En lugares como Bani y Puerto Plata canciones de trabajo tipo décima, que sirven como un diálogo cantado se llaman chuines. 
Martha Davis señala que las canciones religiosas también pueden ser utilizadas como canción de trabajo. Es el caso de la salve que es utilizada en las labores de agricultura, contexto del convite o junta (tipo de trabajo colectivo), en tares como hachar , sembrar y cosechar café, arroz u otros cultivos.
B. Jorge también incluye dentro de los cantos de trabajo los llamados al ganado,  que hacen melodías vocalizadas sobre la a, e “intercalados de gritos y ayes”.
Jorge registra en su libro, que los cantos de trabajo han ido desapareciendo, porque muchas de las tareas para las cuales eran utilizadas ya son realizadas por máquinas o han sido prohibidas (en el caso de la tala de árboles)
Un ejemplo de este tipo de cantos son las grabaciones de la colección Fradique Lizardo del Centro León:
- Título: Fonoteca Lizardo.No40: Colección Luis José Marte (1977).

No de inventario: FM-FL41
Lado B #2 Canto hacha #7 Canto Hacha.
- Título: Fonoteca Lizardo.No165/El canal, 22 de noviembre, 1980/No de inventario: FM-FL41

Lado A #1 Canto de palear habichuelas  #2 Canto de palear habichuelas.
- Título: Fonoteca Lizardo.No166:Santo Domingo. No de inventario: FM-FL166

Cantos de trabajo:
1. 1 Zumbadora (canto de recoger café) #2Canción de pilar café. #4 canción de siembra de arroza#5 paloma eh (canción de cortar arroz) #6 a volar paloma eh (canción de cortar arroz) #Por ahí María se va (canción de majar arroz) # 8 canción de apalear habichuelas #9canción de apalear habichuelas

## Música popular

### El género balada
La década de los 80 en la República Dominicana fue extraordinaria para la música romántica, grandes baladistas surgieron en la escena musical, que con sus grandes voces se hicieron sentir en los escenarios de nuestro país, entre ellos  Omar Franco, vickiana la sensualisima, Taty Salas, Shiomara, Olga Lara, Ángela Carrasco, Juan Lanfranco, Maridalia Hernández, Valeria, Hansel, Justo Bello.
Hubo otras grandes estrellas que eran de los 70's que lograron permanecer en los 80's como con gran auge y excelente permanencia como Fausto Rey, Camboy Estévez, Nini Caffaro, Sonia Silvestre, Rhina Ramírez, Ramón Leonardo y el gran Anthony Ríos.

### Bachata
La bachata significa «juerga», «jolgorio», es un tipo de canción popular bailable originario de República Dominicana, que suele abordar temas de amor, melancolía y abandono.
El interés masivo por el ritmo surgió a partir de los años 80, con la expansión de los medios de comunicación, y el auge del turismo.

### Rap
El rap es un movimiento cultural y artístico, Hip Hop de origen Afroamericano, que llega a la República Dominicana a finales de los años 70's. También es llamado por muchos Rap de Patio.
La influencia de la música Rap en la República Dominicana comenzó a finales de la década del 70 con la llegada del tema musical que se convirtió en éxito el mundial Rapper's Delight del grupo Afro-Americano; The Sugarhill Gang y que a su vez este seria el primer tema de RAP dominicano Titulado "Ven Acá" por el arreglista dominicano Jorge Taveras e interpretado por los comediantes Freddy Beras-Goico Y Felipe Polanco en 1979, después surge el"El Jardinero" de Wilfrido Vargas en los años 80, no se sabe si es típico.

### Dembow
El "Dembow" es un estilo de música muy popular en la juventud urbana de República Dominicana. Este género está acaparando la atención a nivel Internacional Con artistas como Zurdo Cartiel,  Los Pepe,  El Alfa,  Chimbala,  Musicólogo El Libro,  Monkey Black,  La Materialista, El Cherry Scom y El Mayor Classico.

### Rock
El rock dominicano es la expresión de la música rock ejecutada e interpretada por artistas de origen dominicano. Originándose en los 70s con Los Masters, en los ochenta empezaron a formarse bandas exitosas como Transporte Urbano y más tarde, ya en +los noventa, grupos como Tribu Del Sol, Toque Profundo y Tabutek. Entre los años 2000 - 2012 se formaron bandas exitosas como Bocatabú, Aljadaqui, Sin Julieta, Caffe Latte. entre otros… 

Indie
Vicente García, Covi Quintana, Rita Indiana, El Gran Poder de Diosa, Xiomara Fortuna, Víctor Víctor, Pamel, Edwin Amorfy, Toné Vicioso, Yasser Tejeda, Irka Mateo, Junior Sanchez, EliaCiM, Retro Jazz, Pavel Núñez, Luis "El Terror" Días entre otros…

## Música académica

### Jazz
Uno de los principales exponentes dominicanos es el pianista [Michel Camilo] con una importante carrera internacional. En un plano más local pero no sin mérito, el maestro Pengbian Sang, lider del grupo Retro Jazz. . Por su parte el Saxofonista Sandy Gabriel,  valorado por la crítica internacional, como destacado saxofonista y compositor. Rafelito Mirabal es uno de los pioneros en mezclar Jazz con ritmos caribeños, así como también Blues con ritmos tradicionales dominicanos empezando a finales de los años 80; ha sido reconocido nacional e internacionalmente con premios a varias de sus composiciones y la inclusión de ellas en varios libros de historia musical. También el pianista que mejor representa las nuevas generaciones de jazzistas dominicanos es Josean Jacobo. Jacobo se ha destacado por mezclar el Jazz con la música folclórica de la República Dominicana, aportando una identidad cultural a dicho género.

### Música clásica
El Conservatorio Nacional de Música es la academia de música de más rango en la República Dominicana. Fue fundada por José de Jesús Ravelo (Don Chuchú), uno de los principales compositores dominicanos .La música clásica se encuentra en los principales centros de baile en el país...

### Criolla dominicana
La criolla tiene su origen en la cultura romántica, su versificación y ritmo, netamente europeo, desprendido de las venecianas barcarolas.
La barcarola fue conocida en República Dominicana hacia 1856 y que diez años después ya había una pléyade de criollistas, entre los cuales citó a Eugenio Perdomo.
Otro de los Interprete de Criollas ha sido el Maestro Fernando Casado, quien hizo famosa las Criollas Como me besabas tu  y Lucia, esta última en su letra una composición del Dr. Balaguer. no es confirmado